# Ira Bashkow
Ira Bashkow je etnolog na University of Virginia (Ph.D. University of Chicago)
Zabývá se vztahem domorodců kmene Orokaiva (Papua Nová Guinea) k západní civilizaci.

## Vybrané publikace
- Bashkow, Ira. 2006. The meaning of whitemen : race and modernity in the Orokaiva cultural world . Chicago : University of Chicago Press (knihovna etnologie FF UK)[1]
- Bashkow, Ira. 1999. „Whitemen“ in the moral world of Orokaiva of Papua New Guinea. disertační práce. University of Chicago[2]